# قنيطسة متماثلة الأزهار
القنيطسة متمائلة الأزهار (باللاتينية: Anacyclus homogamos) نوع نباتي يتبع جنس القنيطسة من الفصيلة النجمية.

## الموطن والانتشار
النبات واطن في المغرب العربي وفرنسا وإسبانيا.